# Luke Gambin
Luke Gambin, né le 16 mars 1993 à Sutton, est un footballeur international maltais.